# Deluxe Paint
Deluxe Paint was een bitmap-tekenprogramma ontwikkeld door Electronic Arts in 1985. Hoewel het op verschillende platformen werd uitgebracht (Amiga, MS-DOS, Atari ST en Apple IIGS) was het enkel een standaard op Amiga. Het werd vooral gebruikt om tekeningen te maken voor computerspellen.

## Monkey Island
Deluxe Paint werd onder andere gebruikt om de personages van het spel The Secret of Monkey Island aan te maken. Volgens de ontwikkelaars is de naam van het hoofdpersonage Guybrush Threepwood gebaseerd op naamgevingen in Deluxe Paint.
Mark Ferrari, één van de tekenaars, vertelt in een interview dat de bestandsnaam van het hoofdpersonage simpelweg "guy" was dat via het "brush" menu werd geladen. Ron Gilbert, de bedenker van het spel, bevestigt dat het bestand guybrush.bbm was.